# باشگاه فوتبال اسلوبودا توزلا
باشگاه فوتبال اسلوبودا توزلا یک باشگاه فوتبال مستقر در توزلا، بوسنی و هرزگوین است که در حال حاضر در لیگ برتر فوتبال بوسنی و هرزگوین بالاترین سطح لیگ فوتبال در این کشور به فعالیت می‌پردازد.